# Rhacophorus dorsoviridis
Espèce
Synonymes
- Rhacophorus schlegelii dorsoviridis Bourret, 1937
- Polypedates dorsoviridis (Bourret, 1937)

Statut de conservation UICN

 DD  : Données insuffisantes
Rhacophorus dorsoviridis est une espèce d'amphibiens de la famille des Rhacophoridae.

## Répartition
Cette espèce se rencontre :
- en République populaire de Chine dans la province du Yunnan dans le xian autonome miao de Pingbian ;
- au Viêt Nam dans les provinces de Lai Châu et de Lào Cai.

## Publication originale
- Bourret, 1937 : Notes herpétologiques sur l'Indochine française. XIV. Les batraciens de la collection du Laboratoire des Sciences Naturelles de l'Université. Descriptions de quinze espèces ou variétés nouvelles. Annexe Bulletin de l'Institut public Hanoï, p. 5-56.